# DBeaver
 (octobre 2017).
Si vous disposez d'ouvrages ou d'articles de référence ou si vous connaissez des sites web de qualité traitant du thème abordé ici, merci de compléter l'article en donnant les références utiles à sa vérifiabilité et en les liant à la section « Notes et références ».
DBeaver est un logiciel permettant l'administration et le requêtage de base de données. Pour les bases de données relationnelles, il utilise un driver JDBC. Pour les autres bases de données (NoSQL), il utilise des pilotes de base de données propriétaire. Il fournit un éditeur qui prend en charge la complétion de code et coloration syntaxique. Ce logiciel est écrit en Java et est basé sur la plate-forme Eclipse.
La version communautaire (CE) de DBeaver est un logiciel libre distribué sous la licence Apache. Une version propriétaire (EE) existe également, distribuée sous licence commerciale. 